# Couffé
Couffé är en kommun i departementet Loire-Atlantique i regionen Pays de la Loire i nordvästra Frankrike. Kommunen ligger i kantonen Ligné som tillhör arrondissementet Ancenis. År 2022 hade Couffé 2 534 invånare.

## Befolkningsutveckling
Antalet invånare i kommunen Couffé
| Referens: INSEE |